# Головний центр спеціального контролю ДКАУ
Головн́ий ц́ентр спеці́ального контр́олю (ГЦСК) Держ́авного косм́ічного аѓентства Укра́їни — центр контролю за сейсмологічною ситуацією на Землі.
ГЦСК призначений для здійснення контролю національними технічними засобами:
- за додержанням міжнародних договорів та угод щодо обмеження та заборони випробувань ядерної зброї на іноземних випробувальних полігонах та проведенням ядерних вибухів в мирних цілях;
- за сейсмічною обстановкою та іншими геофізичними явищами на території України та всієї Земної кулі;
- за радіаційною обстановкою в пунктах дислокації підрозділів спецконтролю.

## Мета створення Центру
- виконання заходів Загальнодержавної цільової науково-технічної космічної програми України та інших державних цільових науково-технічних програм, у тому числі в інтересах національної безпеки та оборони;
- виконання міжнародних зобов’язань України по контролю за дотриманням договорів про заборону ядерних випробувань;
- контроль за сейсмічною, радіаційною обстановкою та геофізичними явищами, що реєструються засобами ГЦСК;
- оперативне та достовірне забезпечення інформацією центральних органів державної влади, що здійснюють повноваження у сфері національної безпеки i оборони та інших зацікавлених міністерств та відомств.

Мережа збору геофізичної інформації ГЦСК включає в себе центри, групи, периферійні та автономні пункти. Технічні засоби контролю розміщені у 14 пунктах спостереження.
Датчики у більшості з них встановлені на корінних породах у спеціальних шахтах та свердловинах глибиною від 30 до 100 метрів.
Після комплексної обробки інформація надається до Урядової інформаційно-аналітичної системи, зацікавленим міністерствам та відомствам.
Відповідно до Підготовчої комісії Організації Договору про всеосяжну заборону ядерних випробувань, засоби Головного центру входять до Міжнародної системи моніторингу.
У ГЦСК створюється центр даних Національної системи сейсмічних спостережень України, розробляється та впроваджується Автоматизована система збору та обробки геофізичної інформації.
Розширюється співробітництво із закордонними організаціями, налагоджено інформаційний обмін з міжнародними центрами даних у реальному масштабі часу.

## Історія створення
У 1949 році в СРСР терміново розпочали роботи по декількох напрямках, що передбачали комплексне виявлення ядерних вибухів з використанням радіотехнічного, акустичного, сейсмічного та інших методів. Цим подіям радянська наука зобов'язана, зокрема, появою нової гілки геофізики — сейсмології ядерних вибухів. Її метою стала розробка ефективних методів, за допомогою яких можна було б, по-перше, виявити сам факт проведення підземного випробування ядерної зброї, і, по-друге, відрізнити сейсмічний запис вибуху від запису природного землетрусу, або, як кажуть сейсмологи, ідентифікувати вибух.
Вже в 1951 році була здійснена перша реєстрація сейсмічного сигналу від повітряного ядерного вибуху на відстані 700 км від Семипалатинського полігону. Два роки опісля були виконані перші аналізи проб радіоактивних продуктів, а також здійснена успішна реєстрація радіовипромінювання ядерного вибуху на відстані 70 км від епіцентру і зареєстровані цуги коливань інфразвукової частоти.
У березні 1954 технічними засобами, побудованими на радіотехнічному, сейсмічному, акустичному та аерозольному методі дальнього виявлення ядерних вибухів, були оснащені чотири загони спеціального призначення, які отримали статус «військові частини-лабораторії».
13 травня 1958 в системі Головного розвідувального управління Генерального штабу СРСР була створена Служба спеціального контролю (СРК) за випробуваннями ядерної зброї.
Для збільшення можливості реєстрації вибухів малої потужності будівництво наземних лабораторій було розгорнуто по всьому Радянському Союзу. Їх розміщували в тих регіонах, де на невеликій глибині були поклади пластів граніту. Підземні тверді пласти виступають як природні «мембрани», які вловлюють найменші коливання в земній корі.
Саме такий шар — Український кристалічний щит — знаходиться на невеликій глибині в центральній частині України.
Для отримання повнішої інформації були також створені корабельні пункти виявлення ядерних вибухів і авіаційні засоби для аерозольної розвідки. У числі перших до польотів з контролю за радіоактивністю атмосфери були залучені частини дальньої авіації, що дислокувалися на території України. Так у квітні 1954 року шість екіпажів 226 військової частини на спеціально обладнаних літаках Ту-4 здійснили переліт з Полтави на один з китайських аеродромів поблизу Пекіна. Протягом трьох наступних місяців радянські льотчики здійснювали польоти над територією КНР і водами Тихого океану з метою забору проб повітряних мас, принесених вітром з боку атолів Еніветок і Бікіні (Маршаллові острови), де американці в цей час проводили випробування водневих бомб.
У 1970 році були розгорнуті роботи по створенню радіотехнічного комплексу великого радіуса дії для виявлення ядерних вибухів радіотехнічним методом. Після підписання урядами СРСР, США, Великої Британії, Договору про заборону випробувань ядерної зброї в атмосфері, космічному просторі й під водою, на Службу спеціального контролю була також покладено завдання контролю за дотриманням зазначеного та всіх наступних договорів з питань обмежень і заборон випробувань ядерної зброї.
Як показали численні експериментальні дані, сейсмологічні методи, які застосовуються поряд з іншими національними засобами, наприклад, космічними, дозволяють виявляти і ідентифікувати абсолютно всі ядерні вибухи. Якщо ж якесь сейсмічне явище раптом виявиться не ідентифікованим, то відповідно до умов Договору про всеосяжну заборону ядерних випробувань від 24 вересня 1996 року на «підозріле» місце повинні бути направлені міжнародні незалежні спостерігачі.
У 1974 році почався новий етап у розвитку засобів спеціального контролю. З цього часу стали проводитися роботи з удосконалення системи контролю за проведенням випробувань ядерної зброї, виконання яких дозволило б знизити поріг чутливості виявлення підземних ядерних вибухів малої потужності в будь-якій точці Земної кулі. 1980 року введено в дію радіосейсмічні лабораторії, в яких вперше в країні проводилася автоматична обробка безперервної інформації в реальному масштабі часу.
Пізніше приступили до розв'язання задачі створення єдиної автоматизованої системи сейсмічного контролю, яка в 1992 році була введена в дослідну експлуатацію і мала у своєму складі Центр збору та обробки даних, центральну наземну станцію супутникового зв'язку, автоматизовані сейсмічні станції. До складу Служби спеціального контролю входили 11 окремих і 3 радіосейсмічні лабораторії, 4 автоматизовані і 3 автоматичні станції, 5 автономних сейсмічних пунктів та 10 виносних груп. Крім цього, на початку 90-х років в інтересах ССК використовувалися засоби контролю морського та повітряного базування, розроблялись космічні засоби.

## Пострадянський період
На момент розпаду СРСР в Україні дислокувалися дві частини спецконтролю і окремий навчальний центр. Вони розташовувалися в трьох областях (Київська, Хмельницька, Одеська) і являли собою мережу численних датчиків, приладових шахт, виносних майданчиків, технічних будинків та споруд, що працювали в інтересах єдиного Центру, що розташовувався на території Росії. З утворенням Збройних Сил України всі ці частини ввійшли до їх складу.
На жаль, виникла після відмови нашої країни від ядерної зброї невизначеність відносно майбутнього частин спецконтролю призвела до чехарді з перепідпорядкуванням їх різним структурам військового відомства. Спочатку вони входили до складу Метрологічній служби штабу Озброєння ЗС України, пізніше підпорядковувалися Управлінню хімічних військ ГШ ЗСУ, а з 1993 року перебували під командуванням Управління ракетно-космічного озброєння.
У 1994 році на базі розформованого окремого навчального центру була створена ще одна окрема лабораторія спеціального контролю, яка почала реєстрацію інформації п'ятьма методами виявлення. Наступного року вона приступила до несення оперативного чергування.
Важливим кроком з реформування Служби спеціального контролю стало рішення Міністра оборони України про формування 12-го Центру спеціального контролю (ЦСК), в підпорядкування якого увійшли дві окремі і одна радіосейсмічна лабораторії, а також окрема навчальна рота. Створення такого Центру було обумовлено необхідністю оперативного управління та забезпечення функціонування успадкованих від СРСР сил і засобів спеціального контролю. На Центр було покладено завдання комплексного аналізу отриманих від підлеглих структур даних, встановлення фактів проведення ядерних досліджень та аномальних геофізичних явищ, подання встановлених доповідей, забезпечення взаємодії з міжнародними центрами даних, зацікавленими міністерствами і відомствами України.
Організація виконання цих завдань проходила у складних умовах через відсутність методик обробки інформації, сучасного програмно-математичного забезпечення, необхідних технічних засобів. Всі ці та багато інших проблем вдалося вирішити лише завдяки ініціативі та наполегливості фахівців центру.
У квітні 1995 року 12-ї ЦСК заступив на чергування дослідне, а з початку 1996 року здійснюється цілодобове оперативне чергування.
Центр діяв, видавав інформацію, однак існувало питання про доцільність утримання подібної системи.
На 2020 рік До складу Головного центру спеціального контролю входять:
- «Городок»,
- «Малин»,
- «Кам’яний Брід»,
- «Любар»,
- «Підлуби»,
- «Зелениця»,
- сейсмічна станція PS-45,
- «Балта» (Одеська область),
- «Кам’янець-Подільський» (Хмельницька область),
- «Ужгород»,
- «Київ»
- «Харків»
- «Полтава»

До 2014 р. два пункти розташовувалися у Євпаторії та Севастополі, але до анексії Криму обладнання встигли вивезти і розгорнути аналогічні у Харкові та Полтаві.

## Друге дихання з Космосу
Доля Центру вирішувалася на найвищому рівні. У 1996 році Указом Президента України інфраструктура військових частин Управління ракетно-космічного озброєння Міністерства оборони було передано Національному космічному агентству України. Центр спецконтролю увійшов до складу Національного центру управління та випробувань космічних засобів НКАУ, отримав найменування Головний і знайшов своє друге дихання.
Навіщо ж фахівцям в галузі мирного космосу знадобився центр моніторингу геофізичних явищ по всій Земній кулі? Відповідь проста — для отримання комплексної інформації про стан навколишнього середовища з надр Землі і з космосу. Адже багато явищ, що відбуваються на нашій планеті, мають свої передвісники й у земній корі, і в іоносфері. І, навпаки, явища, що відбуваються на Сонці і в далекому космосі, роблять безпосередній вплив на земні процеси. Об'єднавши підземні, наземні та космічні засоби можна вести спостереження за станом навколишнього середовища в єдиній взаємозв'язку.
Час підтвердив мудрість рішення про передачу Центру спецконтролю в Національне космічне агентство. З часом з'явилися можливості для істотного поліпшення матеріально-технічного та фінансового забезпечення діяльності військових сейсмологів, а також активного їх участі в реалізації національної і міжнародних програм геофізичного моніторингу.
У 2001 році в Головному центрі спеціального контролю НКАУ було розпочато створення Національного центру даних — одного з основних елементів Національної системи сейсмічних спостережень України. Сьогодні він є солідним сховищем унікальної інформації, до якої все частіше звертаються дослідники. Постійно удосконалюється технічне оснащення Національного центру даних. Сьогодні в розпорядженні його фахівців знаходяться сучасні комп'ютери з загальним обсягом дискового простору в 6 терабайт.
У 2001—2002 роках за рахунок сил і засобів, що вивільнилися в результаті організаційно-штатних заходів, були створені додаткові групи спостереження Південно-Західного регіону (в Одеській області) та Кримського регіону.
Користувачами інформації, що отримується засобами спеціального контролю НКАУ, є цілий ряд центральних органів виконавчої влади та наукових організацій нашої країни, серед яких урядова інформаційно-аналітична система, міністерства закордонних справ, оборони, з питань надзвичайних ситуацій, Інститут геофізики НАН України. А все цікавляться даною темою можуть звернутися до вебсайту НКАУ, де у відкритому режимі надається оперативна інформація про землетруси, що відбулися у світі.
Технічні засоби контролю ГЦСК розташовані в декількох регіонах України, в так званих пунктах спостереження. Численні датчики встановлені в спеціальних шахтах і свердловинах на глибині від 30 до 100 метрів.

## Конструкція комплексу
Приміщення з приладами знаходиться на глибині 38 метрів. За задумом розробників воно повинно уціліти навіть у разі близького вибуху ядерного боєприпасу противника. 185 сходинок вниз і тамбур з двома важкими металевими дверима, далі розташований пункт спостереження — приладовий відсік. Тут панує абсолютна тиша, постійна і взимку, і влітку температура повітря (+ 11 °С). Апаратура встановлена на масивній бетонній плиті, яка намертво скріплена з шаром граніту. Саме такими приладами ГЦСК були зареєстровані випробування ядерних пристроїв в Пакистані, Індії, Китаї, на французькому полігоні і вибух на борту російського атомного підводного крейсера «Курськ» у Баренцовому морі, 13 найсильніших вибухів боєприпасів у Новобогданівці, а також землетрус в Румунії, відгомони якого відчувалися і в Києві.
У радянські часи діяльність Центру була суворо засекречена. Так, наприклад, одна з його лабораторій, на базі якої і створювався ГЦСК, розміщувалася під виглядом авіаційної частини на території закритого військового містечка Макарів-1. Цей населений пункт донедавна не було нанесено на жодну карту України, і лише у 2012 році під назвою Городок він увійшов до складу Радомишльського району Житомирської області.
Сьогодні Головний центр спеціального контролю НКАУ — відкрита організація, тісно взаємодіє з багатьма структурами міжнародної системи моніторингу, серед яких ПКОДВЗЯІ, ЕСЦ, IRIS, ССК РФ.

## Сучасність
У грудні 2001 року, після аварії на підводному човні «Курськ», координати вибухів якого зафіксували колеги з Регіонального центру спеціального контролю, було підписано Угоду про співробітництво в галузі спеціального контролю між Міністерством оборони Російської Федерації та НКАУ.
Одна з найяскравіших програм, участь у якій беруть фахівці Головного центру спецконтролю — міжнародна програма ООН з контролю за виконанням умов Договору про всеосяжну заборону ядерних випробувань. У 2000 році для підвищення якості вирішення цього завдання корпорацією SAIC (США) за гроші Організації Договору про всеосяжну заборону ядерних випробувань була розпочата модернізація української сейсмічної станції PS-45, яка проведена в 2002 році й продовжуватиметься в 2011 році. На думку директора Міжнародного центру даних ОДВЗЯВ пана Кебіасі, що відвідав ГЦСК, українська станція PS-45 є в наш час[коли?] однією з найкращих у світі за точністю і оперативністю вимірювань.
Завдяки участі у міжнародних програмах, ГЦСК НКАУ тепер має доступ до численних світових банків сейсмоданих, чим помітно розширив свої можливості в реалізації покладених на нього завдань, і, крім того, отримав фінансову підтримку від зацікавлених міжнародних організацій.

## Антарктична програма
У 1999 році було прийнято рішення про участь ГЦСК в Антарктичної програмі і незабаром на українській антарктичній станції «Академік Вернадський» були організовані сейсмоакустичні спостереження. У 2000–2001 роках в Антарктиді начальник наукового відділу ГЦСК Ігор Качалін встановив дослідний Сейсмоакустичний комплекс з цифровою реєстрацією, який розробили і підготували до роботи співробітники Центру, а також виконав перші дослідження з радіонуклідного моніторингу. У 2002–2003 роках роботи, на станції провели модернізацію комплексу реєстрації і виконували супровід сейсмоакустичних спостережень, а також комплексні метео-гідрологічні та геофізичні спостереження.
Антарктида вільна від техногенних та антропогенних процесів, що впливають на точність вимірювань. Саме цей фактор створює сприятливі умови для вивчення провісників землетрусів та моніторингу інших геофізичних явищ. Особливий інтерес викликає пошук закономірності між землетрусами і змінами концентрації в повітрі радону. Провести подібні «чисті» вимірювання в умовах України дуже складно — занадто великий вплив техногенних факторів. Вивчення поведінки радону вже дає вченим центру цікаві результати. Найближчим часом перший радоновий датчик буде встановлено і на пункті спостереження ГЦСК в безпосередній близькості від однієї з сейсмонебезпечних зон України.
Згідно з даними геологів, на Землі щодня відбувається до 10 тис. підземних поштовхів. Переважна більшість з них не приносить ніякої шкоди і не призводить до людських жертв. Близько 400 землетрусів на рік вважаються серйозними. Це ті, у яких сила поштовхів перевищує 5 балів за макросейчмічною шкалою MSK-64.
Життя не стоїть на місці. Сьогодні керівництво НКАУ ставить перед Головним центром спеціального контролю нові, ще відповідальні завдання.
На базі ГЦСК була проведена спеціалізована науково-технічна конференція «Проблеми створення автоматизованої системи геофізичних спостережень». В її ході прозвучали пропозиції з боку представників різних наукових організацій України про інформаційне об'єднання всіх наявних в Україні мереж геофізичного моніторингу в єдину Національну систему сейсмічних спостережень зі створенням єдиного Центру даних. Всі ці заходи дозволять підвищити безпеку проживання населення у сейсмонебезпечних районах України (а такі становлять понад 30% території нашої країни), а також розробити методи посилення захисту об'єктів від природних і техногенних катастроф.
З часом до складу такої системи може увійти і супутникова підсистема попередження та моніторингу землетрусів, створювана в рамках проекту «Попередження» Національної космічної програми України на 2003–2007 роки.